# Sarmatisk daggkåpa (växt)
Sarmatisk daggkåpa (Alchemilla sarmatica) är en rosväxtart som beskrevs av Sergei Vasilievich Juzepczuk. Enligt Catalogue of Life ingår Sarmatisk daggkåpa i släktet daggkåpor och familjen rosväxter men enligt Dyntaxa är tillhörigheten istället släktet daggkåpor och familjen rosväxter. Arten är reproducerande i Sverige. Inga underarter finns listade i Catalogue of Life.